# Стадник Богдан Іванович
Богда́н Іва́нович Стадник (1 червня 1936, Гірне — 22 вересня 2022, Львів) — український метролог.

## Життєпис
Народився 1 червня 1936 року в селі Гірне — сучасний Стрийський район. Випускник Львівського політехнічного інституту (1958 рік).
Доктор технічних наук (1981 р.), професор (1983 р.), заслужений винахідник УРСР (1972 р.), академік Академії інженерних наук України (1993 р.), академік Міжнародної Академії термоелектрики (1997 р.).
Очолює наукову школу засобів вимірювання фізичних величин, в яких закладені теоретичні, технологічні і метрологічні основи створення нових приладів і систем вимірювання температур, а саме розвиток заснованого ним нового напряму із проблем взаємозв'язку похибок первинних перетворювачів фізичних величин та ґрадієнтів їх внутрішніх механічних напружень, шляхи їх зменшення, координує дослідження в цій галузі.
Стадник Б. І. — голова спеціалізованої вченої ради Д 35.052.08 з захисту докторських дисертацій у Національному університеті «Львівська політехніка». Має понад 450 наукових праць: монографій, статей, патентів та винаходів. Під керівництвом Стадника Б. І. успішно захистили дисертації 32 кандидати та 10 докторів наук.
Помер 22 вересня 2022 року у Львові, похований на 62 полі Янівського  цвинтаря.

## Відзнаки та нагороди
- Лауреат премії Ради Міністрів СРСР (1991 р.),
- срібна медаль Виставки досягнень народного господарства СРСР (1965 р.),
- нагрудний знак «Відмінник приладобудування» (1967 р.),
- медаль «За доблесну працю» (1970 р.),
- Орден Трудового Червоного Прапора (1971 р.),
- диплом першого ступеня і золотою медаллю Виставки народного господарства УРСР (1987 р.),
- золота медаль Виставки досягнень народного господарства СРСР (1989 р.)
- нагрудний знак Міносвіти України «Петро Могила» (2005 р.),
- орден «За заслуги» ІІІ ступеня (2006 р.),
- Почесний професор Львівської політехніки[2],
- орден «За заслуги» ІІ ступеня (2016 р.).[3]

## Джерело
- Стадник Богдан Іванович